# Sopje
 Sopje  è un comune della Croazia di 2 750 abitanti della regione di Virovitica e della Podravina.